# نادي الرجال السري
نادي الرجال السري فيلم كوميدي مصري من إنتاج سنة 2019. الفيلم من إخراج خالد الحلفاوي، وتأليف أيمن وتار، ومن بطولة كريم عبد العزيز، وغادة عادل، وماجد الكدواني، ونسرين طافش، وبيومي فؤاد، ودينا فؤاد.
وبدأ عرض الفيلم في 23 يناير 2019. بلغت إجمالي إيرادات الفيلم نحو 60 مليون جنيه مصري في 17 أسبوع عرض. تلقى الفيلم ردود أفعال إيجابية من قبل النقاد وحقق نجاحًا تجاريًا.

## ملخص القصة
تدور الأحداث في إطار كوميدي حول مكان ما يقرر بعض الرجال التجمع فيه، ويطلقون عليه (نادي الرجال السري)، حيث يساعد طبيب الأسنان أدهم (كريم عبد العزيز) مجموعة من أصدقائه الرجال في الانضمام إلى النادي، وذلك عقب أن تتصاعد علاقته مع زوجته (غادة عادل) بعد زواج استمر لأكثر من عشر سنوات، وتصاب بفجوة كبيرة، فتلجأ إلى مراقبته طوال الوقت في مفارقات كوميدية.

## التصوير
بدأ تصوير الفيلم في أغسطس 2018، وانتهى التصوير في نوفمبر من نفس العام.

## الاستقبال

### الإيرادات
حقق الفيلم نجاحا تجاريا كبيرا، بلغت ميزانية الفيلم نحو 35 مليون جنيه، بينما بلغ إجمالي إيرادات الفيلم نحو 60 مليون جنيه مصري بعد مرور 17 أسبوع عرض، مما جعله يحتل المركز الثاني ضمن قائمة أعلى الأفلام المصرية تحقيقا للإيرادات. وذلك على الرغم من طرحه في موسم إجازة منتصف العام، حيث أنه من المعروف أن موسمي العيد هما الأكثر حصداً للإيرادات. وعلق على ذلك المنتج وائل عبد الله: «مستوى تفكيرى يتخطى حاجز الإيرادات بشكل عام، وعلى أثره وبعد إجرائى لحسبة بسيطة تبين أن موسم عيد الفطر يتداخل مع توقيت الامتحانات من عام لآخر، وبالتالى لا بد من فتح الموسم السينمائي بأى شكل، لقناعتى بأن الفيلم الجيد يُطرح في أي توقيت».

### التقييم
أعطى محمود عبد الحكيم تقييمًا إيجابيًا للفيلم في مراجعة على جريدة فيتو، واصفًا إياه بأنه «من أفضل الأفلام التي أنتجتها السينما المصرية في السنوات الأخيرة»، وقال أن الفيلم قد «نجا من الاستسهال المعاد والمكرر في الأفلام المصرية مؤخرًا التي تعتمد في الكوميديا على إفيهات مواقع التواصل الاجتماعي أو إفيهات مكررة من أعمال سابقة»، وأشاد عبد الحكيم تحديدًا بكل من ثنائية كريم عبد العزيز وماجد الكدواني، وضيوف الشرف والإخراج، إلا أنه رأى أن العنصر النسائي لم يكن على نفس المستوى.
كان لأنيس أفندي من إضاءات وجهة نظر مماثلة، حيث وصف الفيلم بأنه «تجربة موفقة للغاية لكل صناعه، وخاصة لنجميه كريم عبد العزيز وماجد الكدواني»، ووصفه بأنه «تجربة هامة للسينما الكوميدية أعادت إحياء العديد من منابع الكوميديا المفقودة في السينما المصرية منذ عقود ليست بالقليلة»، حيث يرى أن السينما المصرية اقتصرت في السنوات السابقة على «كوميديا النكتة» مع إهمال القصة وأسلوب السرد. مع ذلك، رأى أنيس أن النهاية كانت تقليدية واعتمدت على «الكليشيهات»، وأعطى تقييما سلبيا لغادة عادل في شخصية الزوجة، وهو الاختيار الذي رآه غير ملائم، إلا أنه أثنى على «الدقة الشديدة في رسم غالبية الشخصيات وأداء الممثلين لها».
وصف ماهر عبد المحسن في تقييمه للفيلم على «عين على السينما» الفيلم بأنه سريع الإيقاع ومشوق، ونسب الفضل في ذلك إلى المخرج خالد الحلفاوي، وفي تحليله يرى أن الفيلم «يرصد حالة التحول التاريخية التي حدثت في صميم العلاقة بين الزوج والزوجة منذ ثلاثية نجيب محفوظ في الخمسينيات وحتي يومنا هذا، حيث توقف الزوج عن المعاقبة وبدأت الزوجة في المراقبة حتي صارت المراقبة نوع من المعاقبة»، وأشاد عبد المحسن بأداء كريم عبد العزيز والكدواني وبيومي فؤاد، إلا أنه رأى أيضا أن النهاية جاءت «تقليدية»، وغير متناسبة مع الطابع الحداثي المميز لمعظم فترات الفيلم.
واتفق مع ذلك محمد جابر من «العربي الجديد»، حيث رأى أن الفيلم ترنح في نهايته بسبب السعي لإيصال رسالة جادة لا تناسب أسلوبه، إلا أنه قال أن تلك «مشكلة بسيطة» لا تؤثر على جودة السيناريو وقيمته. وأشاد جابر بالإخراج وأصالة الفكرة وعدم اقتباسها من الأفلام الأجنبية وتطور الأحداث ورسم الشخصيات بدقة.
ووصفت سما جابر من مجلة هي الفيلم بأنه حقق ردود أفعال جيدة، وقالت أن شخصية كل من هشام ماجد وأكرم حسني قد نالت إعجاب الجمهور، بينما وُصف دور أحمد أمين بأنه «مُقحَم على الأحداث»، ووصفت أداء حمدي الميرغني بأنه «اصطناع للبلاهة من أجل الإضحاك».

## وصلات خارجية
- نادي الرجال السري على موقع IMDb (الإنجليزية)
- نادي الرجال السري على موقع الدهليز
- نادي الرجال السري على موقع قاعدة بيانات الأفلام العربية
- نادي الرجال السري على موقع قاعدة بيانات الفيلم (الإنجليزية)
- نادي الرجال السري على موقع ليتربوكسد (الإنجليزية)